# Reprezentacja Ghany w piłce nożnej mężczyzn

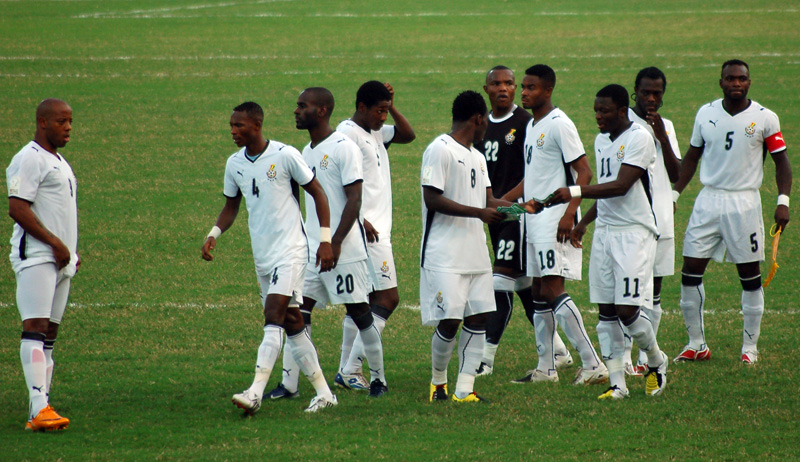
Reprezentacja Ghany podczas Pucharu Narodów Afryki 2008.

Reprezentacja Ghany w piłce nożnej mężczyzn (ang. Ghana men's national football team) – męski zespół piłkarski reprezentujący Ghanę w meczach i sportowych imprezach, na arenie międzynarodowej.
Obecnie (październik 2017) zajmuje 52 miejsce w Rankingu FIFA, a ósme miejsce w Afryce jak i w Federacji CAF. Mimo iż na mistrzostwach świata zadebiutowała dopiero w 2006 roku, jest jedną z najbardziej utytułowanych drużyn afrykańskich. Czterokrotnie zdobyła mistrzostwo Afryki, jest też jedną z trzech (obok Kamerunu i Senegalu) afrykańskich drużyn które dotarły do ćwierćfinału mistrzostw świata (co jest najlepszym wynikiem dla tego kontynentu).

## Historia
W latach 60. trzy razy z rzędu grała w finale Pucharu Narodów Afryki (1963, 1965, 1968), a dwukrotnie – w 1963 i 1965 roku – triumfowała w nim. Wyczyn ten Czarne Gwiazdy powtórzyły w 1978 i 1982 roku. Finał tych rozgrywek Ghańczycy osiągnęli jeszcze czterokrotnie (w latach 1970, 1992, 2010, 2015), raz zajęli trzecie miejsce (2008), i czterokrotnie czwarte (1996, 2012, 2013, 2017). Rozgrywki w 1994, 2000 i 2002 kończyli na ćwierćfinale.
Lata 90. to wielkie sukcesy w futbolu juniorskim i młodzieżowym. Oto najważniejsze z nich:
- w mistrzostwach świata U-17 – triumf w 1991 i 1995, II miejsce w 1993 i 1997, III miejsce w 1999 roku
- w mistrzostwach świata U-21 – II miejsce w 1993 i 2001, IV miejsce w 1997
- w mistrzostwach świata U-20 – I miejsce w 2009
- w Igrzyskach Olimpijskich – brązowy medal w 1992

W reprezentacji, która po raz pierwszy startowała na Mundialu, prowadzonej przez Serba Ratomira Dujkovicia, grali przede wszystkim piłkarze urodzeni na początku lat 80. Większość z nich występowała na co dzień w klubach europejskich, chociaż nie zawsze mają miejsce w pierwszych jedenastkach. Najbardziej wyróżniającymi się zawodnikami drużyny narodowej byli bramkarz Richard Kingston (po mistrzostwach przeszedł z Ankarasporu do Szachtara Donieck, obrońca Samuel Kuffour (w 2001 roku triumfował z Bayernem Monachium w Lidze Mistrzów), pomocnicy Stephen Appiah z Fenerbahçe SK i Michael Essien z Chelsea F.C. oraz napastnicy Matthew Amoah, gracz Borussii Dortmund i Razak Pimpong (po mistrzostwach przeszedł z FC København do Spartaka Moskwa)
Na niemieckim czempionacie reprezentanci Ghany grali w grupie E razem z Włochami, Czechami i Stanami Zjednoczonymi. Po dwóch zwycięstwach (z Czechami 2:0 i USA 2:1) i porażce (z Włochami 0:2) zajęli drugie miejsce w grupie i z sześcioma punktami awansowali do 1/8 finału. W tej fazie turnieju trafili na reprezentację Brazylii, z którą przegrali 0:3 i odpadli z turnieju.
Cztery lata później w RPA Ghańczycy osiągnęli swój najlepszy wynik w historii występów reprezentacji na MŚ. Po zwycięstwie w grupie z Serbią 1:0, remisie 1:1 z Australią, oraz porażce z Niemcami 0:1 z czterema punktami zajęli ostatecznie drugie miejsce i awansowali do 1/8 finału. Spotkali się tam z reprezentacją USA z którą wygrali 2:1. W ćwierćfinale los skojarzył ich z Urugwajem. Po regulaminowym czasie gry jak i po dogrywce na tablicy widniał wynik 1:1. O awansie zadecydował więc konkurs rzutów karnych, w którym lepsi okazali się Urugwajczycy wygrywając 4:2. Ghana pożegnała się tym samym z turniejem (będąc trzecim zespołem obok Senegalu i Kamerunu który osiągnął ćwierćfinał Mundialu).
W mistrzostwach świata w Brazylii 2014 z kolei reprezentantów Ghany przydzielono do grupy G razem z Niemcami, USA i Portugalią. Po remisie z Niemcami 2:2 i dwóch porażkach (ze Stanami Zjednoczonymi i Portugalią po 1:2) z jednym punktem na koncie zajęli ostatnie miejsce w grupie i odpadli z turnieju.
Na początku 2022 trenerem Ghany został Otto Addo. 12 lutego 2023 zastąpił go Chris Hughton.

## Udział wMistrzostwach Świata
- 1930–1958 – Nie brała udziału (była kolonią brytyjską)
- 1962 – Nie zakwalifikowała się
- 1966 – Wycofała się z eliminacji
- 1970–1978 – Nie zakwalifikowała się
- 1982 – Wycofała się z eliminacji
- 1986–2002 – Nie zakwalifikowała się
- 2006 – 1/8 finału
- 2010 – Ćwierćfinał
- 2014 – Faza grupowa
- 2018 – Nie zakwalifikowała się
- 2022 – Faza grupowa

## Udział wPucharze Narodów Afryki
- 1957 – Nie brała udziału (była kolonią brytyjską)
- 1959 – Nie brała udziału
- 1962 – Nie zakwalifikowała się
- 1963 – Mistrzostwo
- 1965 – Mistrzostwo
- 1968 – II miejsce
- 1970 – II miejsce
- 1972–1976 – Nie zakwalifikowała się
- 1978 – Mistrzostwo
- 1980 – Faza grupowa
- 1982 – Mistrzostwo
- 1984 – Faza grupowa
- 1986–1990 – Nie zakwalifikowała się
- 1992 – II miejsce
- 1994 – Ćwierćfinał
- 1996 – IV miejsce
- 1998 – Faza grupowa
- 2000 – Ćwierćfinał
- 2002 – Ćwierćfinał
- 2004 – Nie zakwalifikowała się
- 2006 – Faza grupowa
- 2008 – III miejsce
- 2010 – II miejsce
- 2012 – IV miejsce
- 2013 – IV miejsce
- 2015 – II miejsce
- 2017 – IV miejsce
- 2019 – 1/8 finału
- 2021 – Faza grupowa
- 2023 – Faza grupowa

## Kadra

### Skład naMistrzostwa Świata w 2006 roku
| Poz. | Nr | Imię i nazwisko    | Data urodz. | Wzrost/waga | Klub                  | Mecze* | Bramki* |
| BR   | 1  | Sammy Adjei        | 01.09.80    | 186/80      | FC Ashdod             | 31     | 0       |
| BR   | 16 | George Owu         | 07.07.82    | 179/70      | Ashanti Gold SC       | 6      | 0       |
| BR   | 22 | Richard Kingston   | 13.06.78    | 182/83      | Wigan Athletic        | 36     | 0       |
| O    | 2  | Hans Sarpei        | 28.06.76    | 178/68      | VfL Wolfsburg         | 7      | 0       |
| O    | 4  | Samuel Kuffour     | 03.09.76    | 178/75      | AS Roma               | 59     | 3       |
| O    | 5  | John Mensah        | 29.11.82    | 177/72      | Stade Rennais         | 36     | 0       |
| O    | 6  | Emmanuel Pappoe    | 03.03.81    | 177/78      | Hapoel Kefar Sawa     | 28     | 0       |
| O    | 7  | Illiasu Shilla     | 26.10.82    | 188/81      | Asante Kotoko         | 5      | 0       |
| O    | 13 | Habib Mohamed      | 10.12.83    | 178/69      | King Faisal Babes     | 3      | 0       |
| O    | 15 | John Paintsil      | 15.06.81    | 178/80      | Hapoel Tel-Aviv       | 24     | 0       |
| O    | 17 | Daniel Quaye       | 25.12.80    | 178/68      | Accra Hearts Of Oak   | 7      | 0       |
| O    | 21 | Issah Ahmed        | 24.05.82    | 185/80      | Randers FC            | 10     | 0       |
| P    | 8  | Michael Essien     | 03.12.82    | 180/77      | Chelsea               | 20     | 4       |
| P    | 9  | Derek Boateng      | 02.05.83    | 185/78      | AIK Fotboll           | 13     | 3       |
| P    | 10 | Stephen Appiah     | 24.12.80    | 178/77      | Fenerbahçe SK         | 45     | 12      |
| P    | 11 | Sulley Muntari     | 27.08.84    | 180/76      | Inter Mediolan        | 18     | 6       |
| P    | 18 | Eric Addo          | 12.11.78    | 182/68      | PSV Eindhoven         | 9      | 0       |
| P    | 20 | Otto Addo          | 09.06.75    | 188/80      | 1. FSV Mainz 05       | 15     | 1       |
| P    | 23 | Haminu Dramani     | 01.04.86    | 173/70      | Gençlerbirliği Ankara | 8      | 1       |
| N    | 3  | Asamoah Gyan       | 22.11.85    | 186/77      | Modena FC             | 15     | 9       |
| N    | 12 | Alex Tachie-Mensah | 15.01.77    | 178/75      | FC Saint Gallen       | 7      | 0       |
| N    | 14 | Matthew Amoah      | 24.10.80    | 175/66      | Borussia Dortmund     | 19     | 7       |
| N    | 15 | Razak Pimpong      | 30.12.82    | 173/72      | FC København          | 7      | 0       |

* stan na 22 czerwca 2006 roku

### Skład naMistrzostwa Świata w Piłce Nożnej 2010
| Nr | Poz. | Piłkarz                  |
| -- | ---- | ------------------------ |
| 1  | BR   | Daniel Adjei             |
| 2  | OB   | Hans Sarpei              |
| 3  | NA   | Asamoah Gyan             |
| 4  | OB   | John Paintsil            |
| 5  | OB   | John Mensah              |
| 6  | PO   | Anthony Annan            |
| 7  | OB   | Samuel Inkoom            |
| 8  | OB   | Jonathan Mensah          |
| 9  | PO   | Derek Boateng            |
| 10 | PO   | Stephen Appiah (kapitan) |
| 11 | PO   | Sulley Muntari           |
| 12 | NA   | Prince Tagoe             |

| Nr | Poz. | Piłkarz              |
| -- | ---- | -------------------- |
| 13 | NA   | André Ayew           |
| 14 | NA   | Matthew Amoah        |
| 15 | OB   | Isaac Vorsah         |
| 16 | BR   | Stephen Ahorlu       |
| 17 | PO   | Rahim Ayew           |
| 18 | NA   | Dominic Adiyiah      |
| 19 | OB   | Lee Addy             |
| 20 | PO   | Quincy Owusu-Abeyie  |
| 21 | NA   | Kwadwo Asamoah       |
| 22 | BR   | Richard Kingson      |
| 23 | PO   | Kevin-Prince Boateng |

## Selekcjonerzy

### Lista trenerów Ghany
| Trener                   | Data lata   |
| ------------------------ | ----------- |
| Giuseppe Dossena         | 1999 – 2000 |
| Fred Osam-Duodu          | 2000        |
| Cecil Jones Attuquayefio | 2001        |
| Fred Osam-Duodu          | 2001 – 2002 |
| Milan Živadinović        | 2002        |
| Emmanuel Akwasi Afranie  | 2002        |
| Burkhard Ziese           | 2003        |
| Ralf Zumdick             | 2003        |
| Mariano Barreto          | 2004        |
| Sam Arday                | 2004        |
| Ratomir Dujković         | 2004 – 2006 |
| Claude Le Roy            | 2006 – 2008 |
| Sellas Tetteh            | 2008        |
| Milovan Rajevac          | 2008 – 2010 |
| Goran Stevanović         | 2011 – 2012 |
| Avram Grant              | 2014 – 2017 |
| James Kwesi Appiah       | 2017 – 2020 |
| Charles Akonnor          | 2020 – 2021 |
| Milovan Rajevac          | 2021 – 2022 |
| Otto Addo                | 2022 -      |

## Sukcesy i rekordy
| Turniej            | Miejsce lub faza | Data rozgrywania         |
| ------------------ | ---------------- | ------------------------ |
| PNA                | 1                | 1963,1965,1978,1982      |
| PNA                | 2                | 1968,1970,1992,2010,2013 |
| PNA                | 3                | 2008                     |
| PNA                | Ćwierćfinał      | 1994,2000,2002           |
| Mistrzostwa świata | 1/4 finału       | 2010                     |

| Bilans na finałach Mistrzostw świata |       |
| ------------------------------------ | ----- |
| Mecze                                | 11    |
| Zwycięstwa                           | 6     |
| Remisy                               | 1     |
| Porażki                              | 4     |
| Bramki                               | 12-13 |